# Bèumont de Lesa
Bèumont de Lesa (francès Beaumont-sur-Lèze) és un municipi occità de Gascunya, en el departament de l'Alta Garona, a la regió Occitània.